# Горская городская община
Горская городская территориальная община (укр. Гірська міська територіальна громада) — территориальная община в Украине, в Северскодонецком районе Луганской области, с административным центром в городе Горское.

## Населенные пункты
Города — Горское, Золотое.
Посëлки — Нижнее, Новотошковское, Тошковка.
Сёла — Жолобок, Катериновка, Крымское, Орехово, Причепиловка, Сокольники.
Всего 11 НП.

## История
Образована 26 июля 2017 года путем объединения Горского городского и Нижненского и Тошковского поселковых советов Попаснянского района Луганской области.
Согласно распоряжению Кабинета Министров Украины № 717-р от 12 июня 2020 года «Об определении административных центров и утверждении территорий территориальных общин Луганской области», в состав общины были включены территории и населенные пункты Золотовского городского, Новотошковского поселкового советов Попаснянского и Крымского сельского совета Новоайдарского районов Луганской области.

## Органы власти
Административный центр — Горское
Глава общины — Должность вакантна
Рада — Горский городской совет
Код КАТОТТГ — UA44120010000044132